# Циллер, Эрнст
Эрнст Мориц Теодор Ци́ллер (греч. Ερνέστος Τσίλλερ, нем. Ernst Moritz Theodor Ziller, Ernestos Tsiller; 22 июня 1837, Радебойль, Саксония — 4 ноября 1923, Афины, Греция) — греческий архитектор саксонского происхождения, археолог и исследователь античной архитектуры. Циллер проектировал подавляющее большинство зданий для Афин, которые стали столицей современной Греции в 1834 году и тем самым оказал значительное и долгосрочное влияние на архитектуру Греции середины и второй половины XIX века.

## Биография
Эрнст Циллер родился в семье строителя Кристиана Готлиба Циллера, он был старшим из десяти детей. Эрнст, его младший на год брат Мориц (1838—1895) и другие братья (четверо из пяти мальчиков приобрели строительную профессию) стали третьим поколением строителей в семье. Эрнст был мастером-каменщиком, а Мориц стал плотником. Место рождения Эрнста Циллера в некоторых источниках указано как Оберлёсниц (Oberlößnitz) в составе Серковица, в 1839 году эта местность была включена в округ города Радебойль.
Необходимые уроки братья получали от отца. Эрнст также посещал Строительную студию (Bauatelier) при Академии художеств в Дрездене (1855—1858). Два брата отправились в Лейпциг к другу-каменщику Айнзидельну и хотели вместе поехать в Берлин или Потсдам, где работал их дядя Кристиан Генрих, но в 1858 году они отправились в «более прочную» Вену.
Мориц быстро нашел работу плотника, а Эрнст начал работать чертёжником в бюро знаменитого датского архитектора Теофила фон Хансена. Шесть месяцев спустя Хансен отправился в Грецию на строительство Афинской академии по своему проекту, а братья Эрнст и Мориц вернулись в Лёсниц. Затем, в 1861 году, получив выгодное предложение от Хансена, Эрнст Циллер вместе с учителем уехал в Афины, где ему предстояло трудиться в течение следующих тридцати лет с небольшими перерывами до самой смерти Хансена в 1891 году. Циллер также продолжил учёбу в Венской академии и окончил её с дипломом. В течение этого времени вплоть до 1868 года учебные поездки привели его в Берлин и Дрезден, где он изучал, в частности, работы К. Ф. Шинкеля и Г. Земпера. В 1864 году он путешествовал по Италии. В 1868 году Циллер вернулся в Афины.
В 1872 году он был назначен профессором Королевской школы искусств (ныне Афинский политехнический университет). В 1884 году Циллер стал директором общественных зданий первой канцелярии министерства внутренних дел. Он отвечал за строительство Национального археологического музея (который был спроектирован Людвигом Ланге, но фасад здания разработан Циллером, 1866—1874), Национального банка, главного почтамта и Афинского дворца наследного принца (позднее Городской дворец, 1891—1893, теперь резиденция Президента Греческой республики).
Эрнст Циллер в 1876 году женился на гречанке, пианистке Венской консерватории Софии Дуду. Их дочь Иосифина Димас-Циллер (1885—1965) стала живописцем-импрессионистом (всего у них было три дочери и два сына). Дочь хранила наследие Циллера до тех пор, пока самые важные экспонаты, в том числе дневник Циллера, в 1961 году не были переданы в Национальную галерею. В 1883 году Эрнст Циллер спроектировал трёхэтажный особняк, в котором его семья проживала до 1912 года. Этот особняк, ныне известный как Дом Циллеров, позднее приобрёл греческий банкир Дионисиос П. Ловердос (1878—1934). Циллер умер в Афинах и был похоронен на Первом кладбище Афин.

## Архитектурная теория и практика
В августе 1864 года Циллер представил своё исследование курватуры (кривизны) в античной архитектуре: «Об изначальном существовании кривизны Парфенона» (Ueber die ursprüngliche Existenz der Curvaturen des Parthenon, 1864), в котором подробно остановился на отступлениях от прямых горизонтальных и вертикальных линий в античных постройках. Основываясь на обмерах древнегреческих храмов: Парфенона и Тесейона (ныне Храм Гефеста), проведённых Френсисом Пенроузом в 1846 году, он исследовал вопрос о том, возникли ли подобные искривления позднее из-за усадки фундамента или кривизна была задана специально. Выводы Циллера о первоначальной курватуре античных построек противоречили теории Карла Бёттихера, который в 1852 году опубликовал работу по тектонике древнегреческой архитектуры (Die Tektonik der Hellenen). Работа Бёттихера считалась классической, но заключения Циллера опровергали многие её положения. В ходе последующей дискуссии Циллеру приходилось и далее отстаивать своё мнение. При составлении учебных программ Королевской школы искусств Циллер впервые ввёл разделы о «курватуре древних». Статью «Об изначальном существовании кривизны Парфенона», опубликованную в 1865 году, он дополнил инструкциями по созданию изогнутых горизонталей для практического использования в современном строительстве.
Эрнст Циллер был сторонником теории полихромии античной архитектуры и скульптуры. Сохранилось около четырёхсот рисунков и акварелей с изображениями фрагментов скульптур и зданий, орнаментов, выполненных Циллером с целью проиллюстрировать эту теорию.
Свои научные изыскания он использовал в практической работе по проектированию новых зданий, оформлению их интерьеров и мебели.
В 1862 году во время раскопок в Афинах у подножия Акрополя Генрих Штрак вместе с Эрнстом Курциусом и Карлом Бёттихером обнаружил руины театра Диониса. Циллер от имени Афинского археологического общества провёл обмеры и зарисовки. Таким образом, были созданы не только план участка и ярусов театра, но и изображения отдельных находок, таких как «трон священника Диониса». Результаты были опубликованы в «Журнале Археологического общества» (Archaiologike Ephemeris) и в других специальных изданиях. Эти и многие другие публикации сделали имя Циллера известным в профессиональных кругах, в частности в такой форме: «Архитектор Циллер, ученик Хансена, известный своим описанием театра Вакха».

## Значение творчества Циллера для Афин
Расширение города, в котором ранее проживало всего около 12000 жителей, в быстро растущую и столицу было отражено на Генеральном плане 1831 года, предполагавшим возведение представительных зданий, включая Дворец на акрополе, в стиле классицизма с учётом древнегреческих традиций согласно концепции выдающегося строителя Карла Фридриха Шинкеля. Датские архитекторы, братья Ганс Христиан и Теофил фон Хансен продолжили эту работу при первом греческом короле Оттон I (король Греции) Оттоне I. Эрнст Циллер сумел объединить греческий классицизм с элементами северного итальянского неоренессанса, а в церковных зданиях — с византийскими архитектурными традициями. Историк Леонидас Калливретакис из Национального фонда греческих исследований (Institute for Neohellenic Research, National Hellenic Research Foundation; NHRF) описывал «эклектичные Афины» второй половины XIX века, дополненные современными идеями из Вены и Дрездена, как «Афины Циллера».
Работа Циллера была впервые отмечена в 1942 году Гансом Германом Руссаком в его основополагающей книге «Немецкое строительство в Афинах» (Werk Deutsche bauen in Athen). Архитектор, почти забытый в Греции и малоизвестный в Германии, был возвращен в умы публики Димитриосом Папастамосом в день 50-летия его смерти в 1973 году в монографии (Prospatheia Monographias).
Историк искусства Фридберт Фикер отметил в 2003 году, что Циллер вместе с Хансеном «проложили путь» классицизму в Афинах, а затем разработали архитектурную форму, «которая определила облик нового города и в двадцатом веке».
Выставка работ Циллера в Национальной художественной галерее в Афинах в 2010 году познакомила широкую публику с выдающимся историком, теоретиком и архитектором, посвятившим свою жизнь Греции.

## Особенности архитектурного стиля
Стиль Эрнста Циллера характеризовался как эклектичное сочетание классицизма с элементами местных архитектурных традиций.
- В частности, в его постройках можно выделить следующие особенности:
- Акцент на симметрии фасадов и простых, четких геометрических формах, присущих классицизму.
- Использование дорического, ионического и коринфского ордеров как композиционных элементов.
- Внимание к пропорциям и деталям, ориентированным на античные каноны.
- Интерпретация античных архитектурных мотивов с учетом современных Циллеру технических возможностей.
- Включение в оформление фасадов мотивов греческого орнамента и декора.
- Использование византийских элементов в церковных постройках - куполов, арок, мозаик.
- Акцент на естественном освещении и продувании помещений.

## Архитектурные проекты Эрнста Циллера
- Президентский дворец, Афины
- Национальный театр Греции, Афины
- Театр «Аполлон», Патры
- Национальный археологический музей, Афины
- Нумизматический музей (Илиу Мелатрон или Дом Шлимана), Афины
- Национальная библиотека, Афины
- Национальная академия, Афины
- Стадион Панатинаикос, Афины
- Музей борьбы за Македонию, Салоники
- Мавзолей Шлимана, Афины